# As Blood Rains from the Sky... We Walk the Path of Endless Fire
As Blood Rains from the Sky... We Walk the Path of Endless Fire (v překladu když krev prší z oblohy... kráčíme cestou nekonečného ohně) je páté studiové album německé death metalové skupiny Fleshcrawl z roku 2000, které vyšlo u hudebního vydavatelství Metal Blade Records.

## Seznam skladeb
1. "March of the Dead (Intro)" - 2:00
2. "Path of Endless Fire" - 1:52
3. "Under the Banner of Death" - 3:27
4. "As Blood Rains from the Sky" - 3:14
5. "Embraced by Evil" - 3:29
6. "The Dark Side of My Soul" - 4:31
7. "Swords of Darkness" - 3:25 (Exciter cover)
8. "Impure Massacre of Bloody Souls" - 3:56
9. "Creation of Wrath" - 3:40
10. "Graves of the Tortured" - 3:40
11. "Feed the Demon's Heart" - 5:21
12. "The Day Man Lost" - 1:16 [bonus] (coververze Carnage)

## Sestava
- Sven Gross – vokály
- Tobias Schick – baskytara
- Bastian Herzog – bicí
- Mike Hanus – kytara
- Stefan Hanus – kytara